# Albertslund Rådhus
Albertslund Rådhus er rådhuset i Albertslund Kommune opført i 1971 og udbygget i 1973. Rådhuset består af tre blokke (A, B og C) og en mellembygning.